# ボルネオール
ボルネオール (borneol) は竜脳、ボルネオショウノウとも呼ばれる二環式モノテルペン。化学式は C10H18O、分子量は 154.14。香りは樟脳に類似しているが揮発性がそれに比べると乏しい。樟脳と同じくボルナン骨格を有し、樟脳を還元することによって得ることができる。光学異性体が存在し、(−)体（"l-ボルネオール"）は竜脳樹(Dryobalanops aromatica)やラベンダーに、(+)体はタカサゴギク等に含まれる。

## 反応
ボルネオールを酸化すると樟脳となる。

## 歴史
歴史的には紀元前後にインド人が、6–7世紀には中国人がマレー、スマトラとの交易で、天然カンフォルの取引を行っていたという。竜脳樹はスマトラ島北西部のバルス（ファンスル）とマレー半島南東のチューマ島に産した。香気は樟脳に勝り価格も高く、樟脳は竜脳の代用品的な地位だったという。その後イスラム商人も加わって、大航海時代前から香料貿易の重要な商品であった。アラビア人は香りのほか冷気を楽しみ、葡萄・桑の実・ザクロなどの果物に混ぜ、水で冷やして食したようである。